# Lista de invenções e descobertas da Tailândia
Esta é uma lista de invenções e descobertas tailandesas.

## Tecnologia
- Elide Fire Ball: A nova tecnologia anti-fogo do mundo.[1]

### Robótica
- Dinsow Robot

### Armas
- Krabi (espada)
- Ngaw

## Sistema métrico
- Unidades tailandesas de medição

## Filosofia
- Método Siamese
- Economia suficiente

## Literatura
- Phra Aphai Mani
- Khun Chang Khun Phaen
- Sang Sinxay

## Jogos
- Makruk
- Pok Deng
- Sepak takraw

## Artes marciais
- Muay Thai
- Krabi krabong
- Muay boran
- Lerdrit
- Silat pattani

## Descobertas na área da saúde
- Contra o HIV
  - Zidovudina[2]
  - Anticorpo ebola[3]
  - A vacinação com ALVAC e AIDSVAX para Prevenir 31,2% do corpo contra o HIV[4][5]